# FK Rad Beograd
FK Rad srbijanski je nogometni klub iz Beograda. 
Osnovala ga je 1958. građevinska tvrtka Rad. Godine 1958. natjecao se u Trećoj beogradskoj ligi. U 3. rang, Srpsku ligu – Sjever, ulazi u sezoni 1970./71. Dotad su igrali u ligama Beograda. Klub se plasirao u Drugu saveznu ligu – Sjever 1972./73. kroz kvalifikacije protiv Dubočice i Voždovca.
S vremenom je stigao do Prve savezne lige 80-ih godina. Ostao je u njoj do sezone 2002./03. kada je ispao u Drugu ligu, gdje je ostao do sezone 2004./05. kada se vratio u Prvu ligu (nazvanu Super Liga).
Najveći klupski uspjeh je sudjelovanje u Kupu UEFA u sezoni 1988./89., kada je eliminiran u prvom kolu od Panathinaikosa po pravilu gola u gostima (poraz 2:0 u Ateni, pobjeda kod kuće 2:1).
Bivši igrači kluba su i neki od poznatih srbijanskih nogometaša kao što su Vladimir Jugović, Ljubinko Drulović, Zoran Mirković, Miroslav Đukić i Goran Bunjevčević.
Navijači kluba, poznati su kao United Force, postoje od 1987. godine. Stadion na kome igra Rad zove se "Kralj Petar I." i nalazi se na Banjici.

## Vanjske poveznice
- Službene stranice  Arhivirana inačica izvorne stranice od 21. studenoga 2016. (Wayback Machine)